# Шеренгин, Иван Григорьевич
Иван Григорьевич Шеренгин (28 мая 1906, станица Багаевская, область Войска Донского, Российская империя — 20 сентября 1964, Ростов-на-Дону, РСФСР, СССР) — советский партийный и государственный деятель, первый секретарь Северо-Казахстанского обкома КП(б) Казахстана (1938–1940), участник Великой Отечественной войны, полковник.

## Биография
Родился в станице Багаевская области Войска Донского Российской империи (ныне Багаевского района Ростовской области) в семье «русского-иногороднего» (не казак) рабочего-плотника. С 1914 года учился в трёхклассном сельском приходском училище, после окончания которого в ноябре 1917 работал подмастерьем у кустарей-сапожников в родной станице. С января 1920 – подмастерье сапожной мастерской частей особого назначения Северо-Кавказского фронта. С августа 1921 – сапожный мастер в родной станице. С декабря 1924 – прессовщик Багаевского маслобойного завода.
В 1924 вступил в ВЛКСМ, с марта 1925 стал кандидатом в члены ВКП(б). С ноября 1925 заместитель председателя, затем председатель Багаевского районного Союза пищевиков (СХЛР) Северо-Кавказского края. С ноября 1926 заведующий Домом крестьянина и уполномоченный Донского окружного совета физической культуры (ДСФК). В августе 1927 вступил в ВКП(б) и прошёл курсы руководящих партийных работников, после которых был назначен заведующим агитационно-пропагандистским отделом Багаевского районного комитета ВКЛСМ. С декабря 1928 ответственный секретарь Багаевского райкома ВЛКСМ. В течение двух лет с июня 1930 – секретарь партийного коллектива районного комитета ВКП(б) в станице Ахтырская Кубанского округа. С апреля 1931 инструктор районного Колхозсоюза в станице Абинская. С ноября 1931 секретарь партийного коллектива районного комитета ВКП(б) в станице Мингрельская. С сентября 1932 секретарь парткома Крымского консервного завода им. Микояна Азово-Черноморского края. С апреля 1935 партийный организатор Дербентского консервного комбината им. Горького Дагестанской АССР. В 1937 слушатель двухмесячных курсов партийных организаторов при ЦК ВКП(б) в Москве. С октября 1937 председатель Центрального комитета профсоюза работников консервной промышленности в Ростове-на-Дону. С июня 1938 по декабрь 1940 – 1-й секретарь Северо-Казахстанского обкома КП(б) Казахстана в Караганде. С 1938 член ЦК КП Казахстана, депутат Верховного Совета Казахской ССР 1-го созыва. Делегат XVIII съезда ВКП(б) с решающим голосом от Северо-Казахстанской партийной организации. С февраля 1941 заместитель председателя Казахстанского промышленного совета в Алма-Ате. 

### Военный период
С 7 июля 1941 в Рабоче-крестьянской Красной армии, участник Великой Отечественной войны. С 15 июля 1941 ответственный секретарь партийной комиссии 316-й стрелковой дивизии, которая была сформирована в июне–августе 1941в Казахской ССР. Основной костяк дивизии составили жители города Алма-Аты и Алматинской области. За тяжёлые бои под Москвой 18 ноября 1941 дивизия была преобразована в 8-ю гвардейскую, а 23 ноября 1941 за успешные действия в ходе этих боёв дивизия получила почётное именование «имени генерал-майора И. В. Панфилова». Гвардии полковой комиссар И. Г. Шерегин остался в должности секретаря дивизионного комитета ВКП(б).
С 27 декабря 1941 военный комиссар 112-й стрелковой бригады. В октябре 1942 в Вооружённых сила СССР было введено полное единоначалие и отмена института военных комиссаров, в связи с чем переаттестован в конце 1942 года в полковника. С 3 января 1943 заместитель командира 5-й гвардейской стрелковой дивизии по политической части, а после слияния 16 июня 1943 этой должности с должностью начальника политического отдела, возглавил и политотдел дивизии. С 13 января 1945 по 28 февраля 1946 г. начальник политотдела и заместитель командира 16-го гвардейского стрелкового корпуса 11-й гвардейской армии по политической части. В наградных документах характеризовался как «опытный, энергичный политработник, смел и решителен в бою… Дисциплинирован в военном отношении, подготовлен хорошо» и «за время Отечественной войны накопил большой опыт партийной и военной работы в наступающих войсках. Во время подготовки и проведения боевых операций по разгрому немцев в Восточной Пруссии умело руководил парт.политаппаратом, партийными и комсомольскими организациями в период боя. В сложной боевой обстановке ведёт себя смело и решительно. Будучи в боевых порядках, умело учит офицерский состав и воодушевляет личный состав на разгром немецко-фашистских захватчиков. В оперативно-тактических вопросах разбирается хорошо. Неоднократно лично руководит частями при выполнении поставленных задач». Упоминается в мемуарах генерала армии К. Н. Галицкого «В боях за Восточную Пруссию. Записки командующего 11-й гвардейской армией».

### Послевоенный период
После войны с марта 1946 – слушатель курсов командиров стрелковых дивизий при Военной академии им. М.В. Фрунзе. С января 1947 – в распоряжении Главного политического управления Советской армии. С марта 1947 замполит и начальник политотдела 8-й гвардейской механизированной дивизии Белорусского военного округа. С ноября 1952 слушатель курсов переподготовки политического состава при Военно-политической академии им. В.И. Ленина, после окончания которых с октября 1953 служил заместителем начальника штаба 2-й гвардейской механизированной армии по политической части в Группе советских войск в Германии. В феврале 1954 г. продолжал работать в этой должности.
Вышел в отставку 22 апреля 1960 г. Умер 20 сентября 1964 в Ростове-на-Дону.

## Награды
- Орден Ленина (05.05.1945);
- три ордена Красного Знамени (20.10.1943, 10.08.1944, 06.02.1945);
- орден Отечественной Войны I степени (03.01.1944);
- два ордена Красной Звезды (07.11.1941, 30.12.1956);
- медаль «За боевые заслуги» (19.11.1951);
- медаль «За оборону Москвы» (01.05.1944);
- медаль «За победу над Германией в Великой Отечественной войне 1941—1945 гг.» (09.05.1945);
- медаль «За взятие Кёнигсберга» (09.06.1945)[8].